# Hololeion
 Hololeion  Kitam., 1941 è un genere di piante angiosperme dicotiledoni della famiglia delle Asteraceae.

## Etimologia
Il nome scientifico del genere è stato definito dal botanico Siro Kitamura (1906-2002) nella pubblicazione " Acta Phytotaxonomica et Geobotanica. [Shokubutsu bunrui chiri.]" ( Acta Phytotax. Geobot. 10(4): 301) del 1941.

## Descrizione

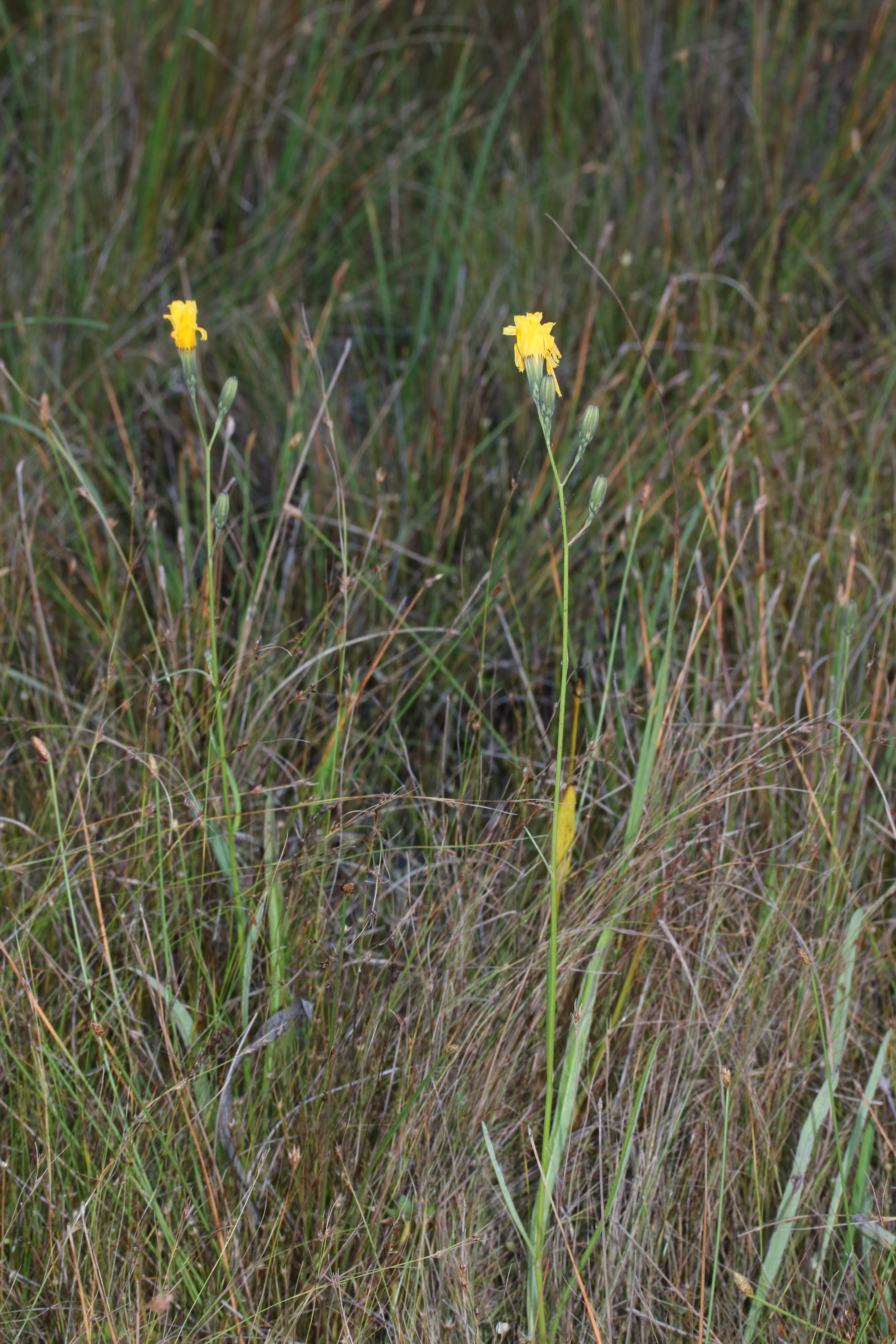
Il portamento
Hololeion krameri

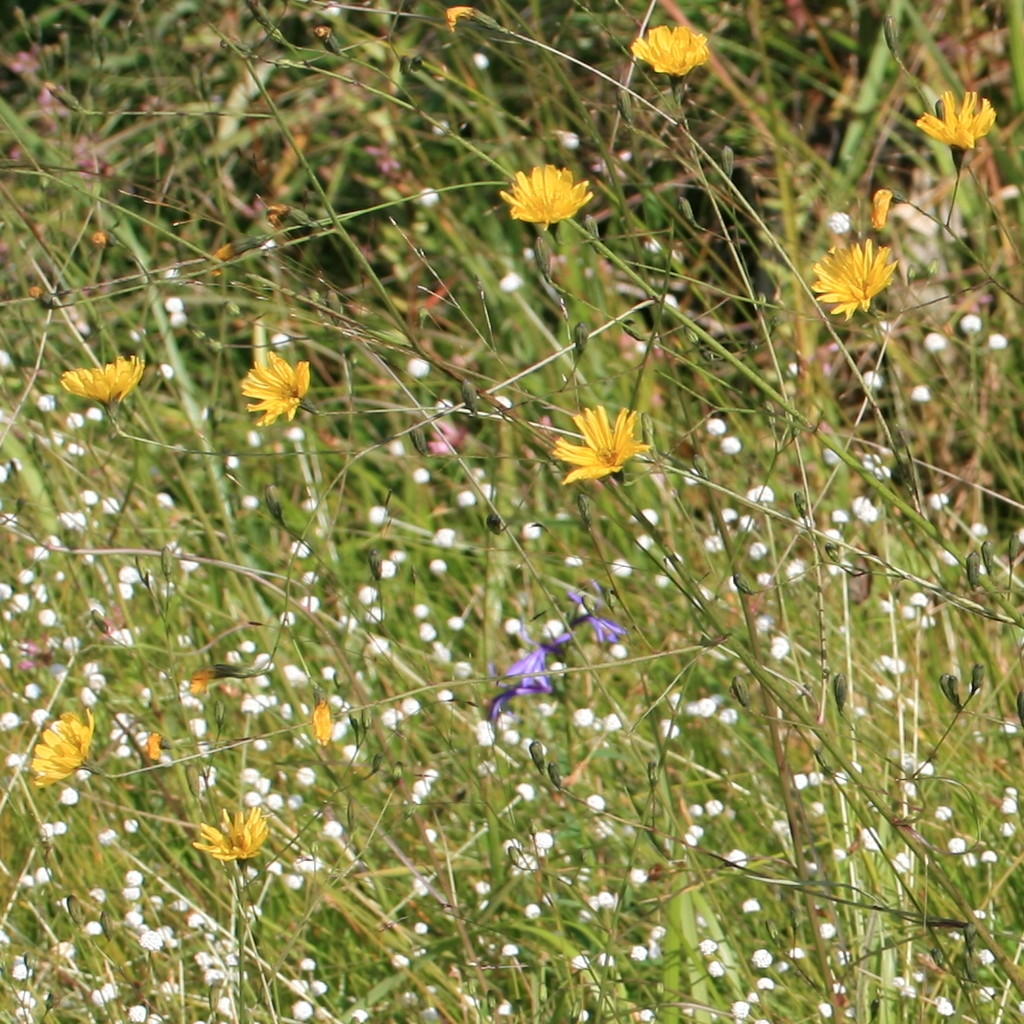
Infiorescenza
Hololeion krameri

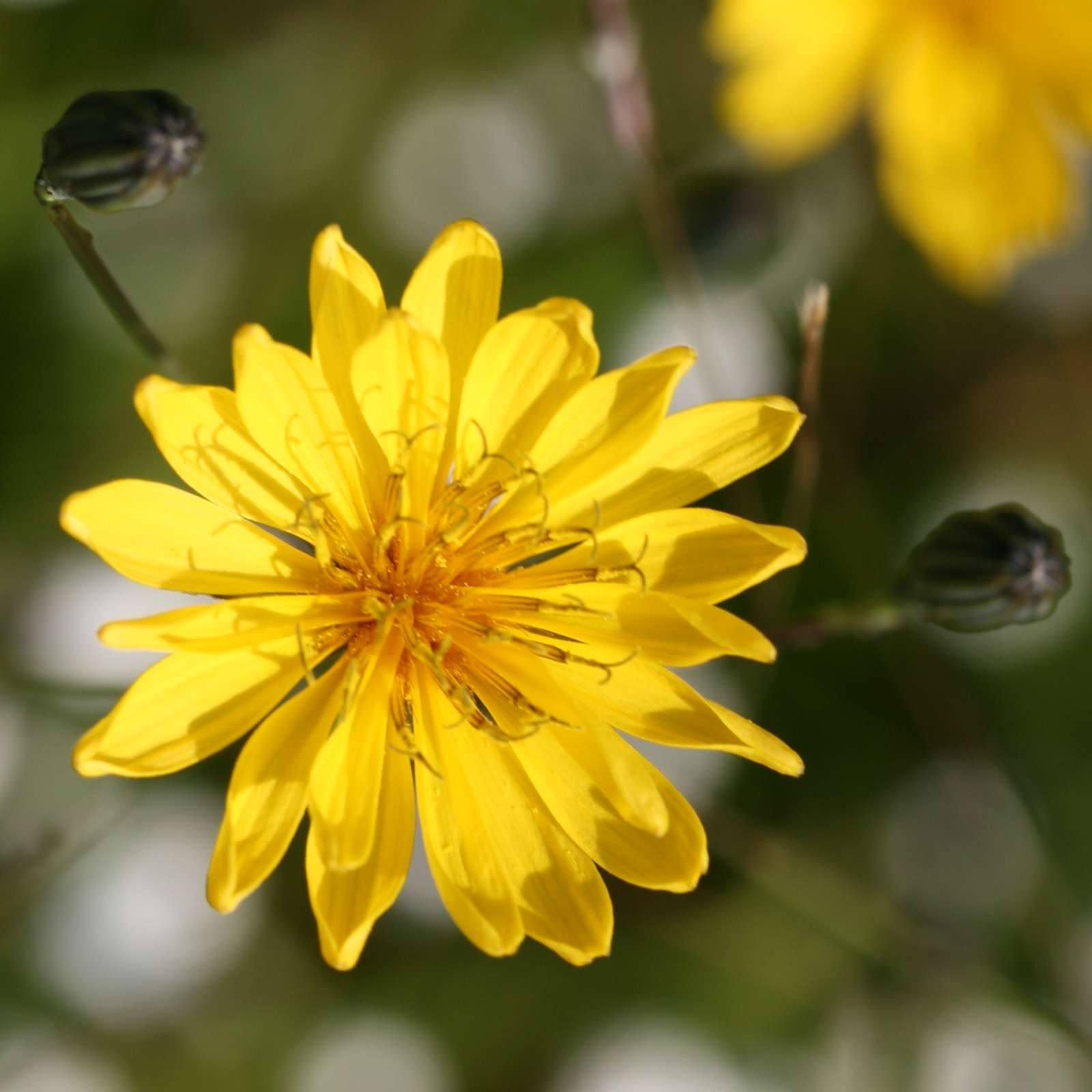
I fiori
Hololeion krameri

Habitus. Le specie di questo gruppo sono piante perenni, stolonifere, quasi glabre e con latice amaro.
Fusto. Gli scapi fiorali sono eretti e ben sviluppati; si originano direttamente dal rizoma. In alcuni casi i fusti sono ramificati e frondosi. Le radici in genere sono dei rizomi.
Foglie. Le foglie formano delle rosette radicali con lamine intere o dentate. Le foglie lungo il caule sono disposte in modo alterno e spesso sono abbraccianti il caule stesso; la forma è lineare-lanceolata. La consistenza è erbacea.
Infiorescenza. L'infiorescenza è composta da uno o più capolini in formazioni lasse paniculiformi a corimbiformi. I capolini, eretti, con peduncolo ispido e solamente di tipo ligulifloro, sono formati da un involucro composto da diverse brattee (o squame) all'interno delle quali un ricettacolo fa da base ai fiori ligulati. L'involucro ha una forma cilindrica ed è formato da due serie di brattee glabre. Solitamente le due serie di brattee non sono uguali: le brattee esterne sono più lunghe di quelle interne e sono embricate; quelle interne hanno delle forme lineari-lanceolate. Il ricettacolo è piano e nudo (senza pagliette a protezione della base dei fiori).
Fiori. I fiori, tutti ligulati, sono tetra-ciclici (ossia sono presenti 4 verticilli: calice – corolla – androceo – gineceo) e pentameri (ogni verticillo ha in genere 5 elementi). I fiori sono ermafroditi, fertili e zigomorfi.
- Formula fiorale:

*/x K {\displaystyle \infty }, [C (5), A (5)], G 2 (infero), achenio
- Calice: i sepali del calice sono ridotti ad una coroncina di squame.
- Corolla: le corolle sono formate da una ligula terminante con 5 denti; il colore in genere è giallo; la superficie può essere sia pubescente che glabra.
- Androceo: gli stami sono 5 con filamenti liberi e distinti, mentre le antere sono saldate in un manicotto (o tubo) circondante lo stilo.[11] Le antere alla base sono prive di codette. Il polline è tricolporato.[12]
- Gineceo: lo stilo è filiforme. Gli stigmi dello stilo sono due divergenti, lunghi e ricurvi con la superficie stigmatica posizionata internamente (vicino alla base).[13] L'ovario è infero uniloculare formato da 2 carpelli.

Frutti. I frutti sono degli acheni con pappo. Gli acheni hanno 5 coste con forme subcilindriche con base attenuata e apice troncato; la superficie può essere trasversalmente tubercolata. Il pappo, da paglierino a brunastro, è setoloso (setole scabre/barbate); le setole sono fragili.

## Biologia
- Impollinazione: l'impollinazione avviene tramite insetti (impollinazione entomogama tramite farfalle diurne e notturne).
- Riproduzione: la fecondazione avviene fondamentalmente tramite l'impollinazione dei fiori (vedi sopra).
- Dispersione: i semi (gli acheni) cadendo a terra sono successivamente dispersi soprattutto da insetti tipo formiche (disseminazione mirmecoria). In questo tipo di piante avviene anche un altro tipo di dispersione: zoocoria. Infatti gli uncini delle brattee dell'involucro si agganciano ai peli degli animali di passaggio disperdendo così anche su lunghe distanze i semi della pianta.

## Distribuzione e habitat
La distribuzione delle specie di questo genere è relativa all'Asia orientale (Cina e Giappone).

## Tassonomia
La famiglia di appartenenza di questa voce (Asteraceae o Compositae, nomen conservandum) probabilmente originaria del Sud America, è la più numerosa del mondo vegetale, comprende oltre 23.000 specie distribuite su 1.535 generi, oppure 22.750 specie e 1.530 generi secondo altre fonti (una delle checklist più aggiornata elenca fino a 1.679 generi). La famiglia attualmente (2021) è divisa in 16 sottofamiglie.

### Filogenesi
Il genere di questa voce appartiene alla sottotribù Crepidinae della tribù Cichorieae (unica tribù della sottofamiglia Cichorioideae). In base ai dati filogenetici la sottofamiglia Cichorioideae è il terz'ultimo gruppo che si è separato dal nucleo delle Asteraceae (gli ultimi due sono Corymbioideae e Asteroideae). La sottotribù Crepidinae fa parte del "quarto" clade della tribù; in questo clade è in posizione "centrale" vicina alle sottotribù Chondrillinae e Hypochaeridinae.
I caratteri più distintivi per questa sottotribù (e quindi per i suoi generi) sono:
- in queste piante non sono presenti i peli piccoli, morbidi e ramificati;
- le brattee involucrali sono disposte in due serie ineguali;
- i capolini contengono molti fiori;
- le setole del pappo non sono fragili;
- gli acheni alla base sono poco compressi.

La sottotribù è divisa in due gruppi principali uno a predominanza asiatica e l'altro di origine mediterranea/euroasiatica. Da un punto di vista filogenetico, all'interno della sottotribù, sono stati individuati 5 subcladi. Il genere di questa voce appartiene al subclade denominato " Dubyaea-Nabalus-Soroseris-Syncalathium  clade". Questo subclade, nell'ambito della sottotribù, occupa il "core" della sottotribù ed è inserito in una politomia formata dai subcladi Ixeris-Ixeridium-Taraxacum e Garhadiolus-Heteracia. Il clade, che comprende nove generi: Dubyaea, Hololeion, Nabalus, Syncalathium, Sinoseris, Sonchella, Soroseris, Mojiangia e Spiroseris è fondamentalmente asiatico.
Nel clade  Dubyaea-Nabalus-Soroseris-Syncalathium il genere Hololeion è vicino (da un punto di vista filogenetico) ad alcune specie del genere Nabalus. [La precedente configurazione filogenetica è basata sull'analisi di alcune particolari regioni (nrITS) del DNA; analisi su altre regioni (DNA del plastidio) possono dare dei risultati lievemente diversi.]
I caratteri distintivi per le specie del genere di questa voce sono:
- queste piante sono stolonifere;
- la superficie di queste piante è quasi glabra;
- gli acheni hanno 5 coste.

Il numero cromosomico della specie è: 2n = 16 (specie diploidi).
In precedenti trattazioni le specie di questo genere erano descritte all'interno della sottotribù Hieraciinae. Studi successivi hanno dimostrato che gli acheni di Hololeion hanno un modello di nervatura (con 5 coste principali e nessuna nervatura secondaria) diverso da Hieracium (con 10 nervature uguali). Anche il numero del cromosoma di base di x = 8 supporta l'esclusione da Hieracium e quindi dalle Hieraciinae.

### Elenco delle specie
Questo genere ha 3 specie:
- Hololeion fauriei (H.Lév. & Vaniot) Kitam.
- Hololeion krameri (Franch. & Sav.) Kitam.
- Hololeion maximowiczii  Kitam.

Nota: in alcune checklist la specie Hololeion fauriei è considerata un sinonimo di Hololeion maximowiczii.